# Coacervado

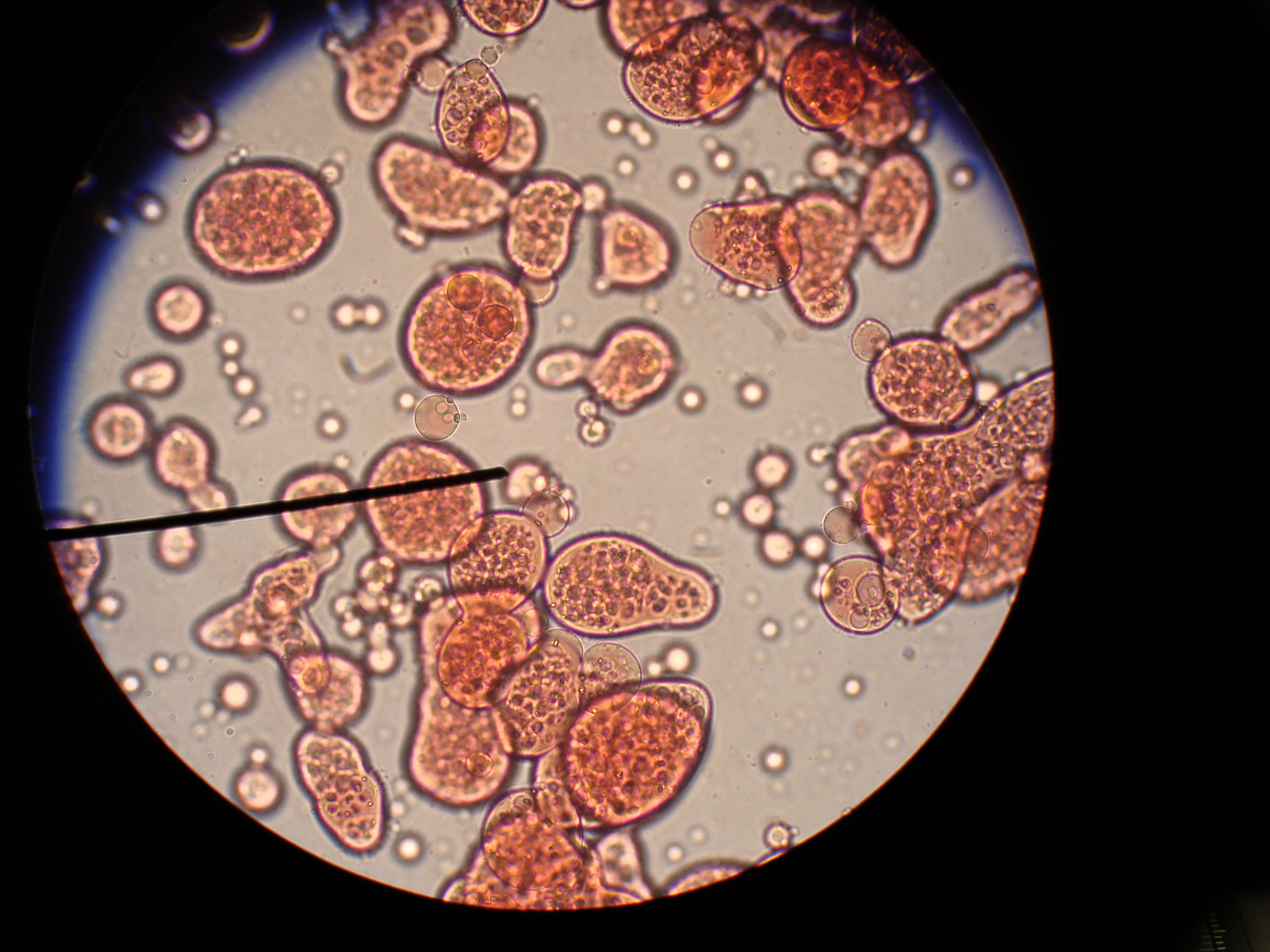
Fabricación de coacervados en el laboratorio de química del Colegio de Enseñanza General y Profesional de Drummondville, Quebec (Canadá).

El proceso de coacervación también llamado concentración de coas fue propuesto por Alexander Oparin  y John Burdon Sanderson Haldane como cruciales en la teoría "principios de la abiogénesis" (origen de la vida). Esta teoría propone que un metabolismo anterior a la replicación de la información, aunque la discusión de si el metabolismo vino de estas dos moléculas primero en los orígenes de la vida permanece abierta. Con el pasar de los años se ha estudiado la posibilidad de una conservacion genética, que consiste en procesos químicos de coacervacion en los cuales estos tienen influencia en los genes de cada persona. De igual forma, se considera hereditario ya que al tener influencia en el metabolismo y la genética, la cantidad de moléculas tiene que ver con la parte hereditaria.
Sidney W. Fox descubrió que cuando se mezclan proteínicos con agua fría, estos se reorganizan y se auto-ensamblan en pequeñas gotitas a las que él denominó microesferas, que crecen mediante la absorción de proteinoides del medio hasta hacerse tan grandes e inestables que se rompen; de cualquier forma, los productos resultantes crean una nueva "hija" con constituyentes similares a la microesfera original.

## Hipótesis de reproducción.
El bioquímico ruso Alexander Oparin y el biólogo británico J.B.S. Haldane plantearon la hipótesis de forma propia en la década de 1920 de que las primeras células en los océanos de la Tierra rudimentaria podrían ser, en esencia, el término sopa primordial. De esta forma se referían a la mezcla diluida de moléculas orgánicas que podrían haberse acumulado como resultado de reacciones entre componentes inorgánicos como amoníaco, dióxido de carbono y agua, en presencia de luz ultravioleta como fuente de energía. Oparin propuso que los bloques de construcción simples con una complejidad creciente podrían organizarse localmente, o autoensamblarse, para formar protocélulas con propiedades vivas. Realizó experimentos basados en agregados coloidales de Bungenberg de Jong (coacervados) para encapsular proteinoides y enzimas dentro de protocélulas. El trabajo adicional de los químicos Sidney Fox, Kaoru Harada, Stanley Miller y Harold Urey fortaleció aún más la teoría de que los bloques de construcción inorgánicos podrían aumentar en complejidad y dar lugar a estructuras parecidas a células. 
La hipótesis Oparin-Haldane sentó las bases de la investigación sobre la química de la abiogénesis, pero los escenarios del mundo de los lípidos y del mundo del ARN han ganado más atención desde la década de 1980 con el trabajo de Morowitz, Luisi y Szostak. Sin embargo, recientemente, ha habido un interés creciente en los coacervados como protocélulas, lo que resuena con los hallazgos actuales de que las reacciones demasiado lentas o poco probables en soluciones acuosas pueden verse favorecidas significativamente en estos compartimentos sin membrana.

## El origen de la vida - Quimiosintética
Debido a la increíble capacidad "ya probada" de los coacervados, son considerados los protobiontes que dieron lugar a la vida anterior al ARN o ADN, en los mares agitados de la tierra primitiva, llenos de substancias orgánicas, y las grandes cantidades de energía en forma de radiación y el calor producto de los volcanes y las constantes erupciones dan lugar a la idea que los polímeros dieron lugar a coacervados y microesferas de proteína; asimismo, los fosfolípidos, aunque no son reconocidos como sustancias que den lugar a coacervados, son capaces de generar una forma de membrana celular al organizarse conjuntamente en el agua debido a ser una substancia anfipática, con presencia de las colas de ácidos grasos hidrofóbicas e insolubles en agua, y las cabezas de fosfatos son solubles en agua y por tanto hidrofílicas, esto hace que se organicen en forma de esferas formando sistemas parecidos a membranas celulares, pero no exactamente similares, aunque su química sea igual en las membranas celulares "actuales" encontramos proteínas u otros componentes más que meros fosfolípidos.
Se considera que estos 3 factores, en conjunto dieron lugar a los protobiontes entre lo puramente químico y el primer paso a lo biológico; los fosfolípidos, atraídos por los coacervados junto con las microesferas pudieron formar las primeras membranas celulares dando lugar a una selectividad tan concreta como la de las células actuales a pesar de no tener los mecanismos proteicos de regulación, que sin embargo, pudieron venir de las microesferas.
La hipótesis de reproducción que se sugirió también explica que fueron en esas primeras instancias donde la selección natural se dio a relucir; pues, los protobiontes imperfectos, con incapacidades de formar moldes concretos e inclusive incapaces de reproducirse, desaparecían y eran reabsorbidos por otros protobiontes cuando se volvían inestables dando lugar a las proteínas y/o materia orgánica que lo había formado alguna vez; es por ello, que solo los protobiontes resistentes y más selectivos fueron los únicos capaces de adueñarse de los mares primitivos, que por millones de años funcionó como laboratorio para que con el tiempo sus compuestos dieran lugar a los primeros nucleótidos y en sí los primeros ácidos nucleicos por la unión de los mismos.
Aunque la tierra primitiva en sus primeras instancias no contenía el material orgánico requerido para la creación de polímeros que pudiesen dar lugar a protobiontes, los experimentos de Miller demostraron la capacidad de que ciertos sintetizaran substancias orgánicas al someter una mezcla de metano, amoníaco, hidrógeno y agua a descargas eléctricas de 60.000 voltios. Como resultado, se observó la formación de una serie de moléculas orgánicas, entre la que destacan ácido acético, ADP-Glucosa, y los aminoácidos glicina, alanina, ácido glutámico y ácido aspártico, usados por las células como los pilares básicos para sintetizar sus proteínas. La energía de los 60.000 voltios, se propone que provino de las tormentas eléctricas en la arcaica tierra.